# Arnold Walfisz

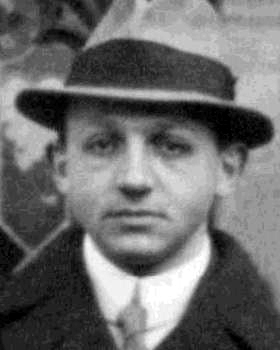
Arnold Walfisz, 1920 in Göttingen

Arnold Walfisz (* 2. Juli 1892 in Warschau; † 29. Mai 1962 in Tiflis) war ein polnischer Mathematiker. Seine Schwerpunkte waren die Zahlentheorie und Algebra.

## Leben
Nach dem Abitur in Warschau studierte Walfisz von 1909 bis 1914 sowie von 1918 bis 1921 in München, Berlin, Heidelberg und Göttingen, wo er 1921 bei Edmund Landau promovierte (Über die summatorischen Funktionen einiger Dirichletscher Reihen, 56 Seiten). Von 1922 bis 1927 lebte Walfisz in Wiesbaden. 1927 kehrte er nach Warschau zurück, wurde wissenschaftlicher Mitarbeiter an der Universität (ab der Habilitation 1930 als Privatdozent) und arbeitete, da diese Tätigkeit unbezahlt war, für die Versicherungsgesellschaft Europa. 1935 gründete Walfisz mit Salomon Lubelski die Zeitschrift Acta Arithmetica. 1936 ging er nach Tiflis und wurde Mathematikprofessor an der dortigen Universität. Walfisz ist Autor von ungefähr 100 mathematischen Arbeiten. Er hat auch zwei Bücher mit Schriften von Edmund Landau herausgegeben.
1936 bewies er den Satz von Siegel-Walfisz.
Walfisz nahm auch an Schachturnieren teil (2./3. Platz 1912 im Nebenturnier A in Breslau, Teilnahme 1914 beim nicht zu Ende gespielten Turnier in Mannheim).

## Werke
- Die Pellsche Gleichung (russisches Original: Уравнение Пелля), Tiflis, 1952
- Gitterpunkte in mehrdimensionalen Kugeln, Panstwowe Wydawnictwo Naukowe, Monografi Matematyczne, vol. 33. Warszawa, 1957, online
- Weylsche Exponentialsummen in der neueren Zahlentheorie, VEB Deutscher Verlag der Wissenschaften, Berlin, 1963